# Титан (филм)
Титан (на френски: Titane) е френски игрален боди хорър филм от 2021 година на режисьорката Джулия Дюкорно. Филмът печели най-високото отличие - Златна палма на кинофестивала в Кан през 2021 година като Дюкорно става едва втората режисьорка спечелила това отличие. 
Филмът получава 9 минутни овации след прожекцията си в Кан, а председателят на журито Спайк Лий допуска грешка и разкрива победителя по-рано от самото връчване на наградата.
Филмът също така е френското предложение за най-добър чуждоезичен филм на наградите Оскар през 2022 година.

## Сюжет
Алексиа е малко момиче, което дразни баща си докато той шофира и предизвиква автомобилна катастрофа. В резултат на катастрофата е оперирана и лекарите ѝ поставят титаниева сплав в главата. Години по-късно Алексиа работи като еротична танцьорка на автомобилни шоу програми. Една вечер след работа неин фен я преследва за автограф и след това я целува насилствено. Това провокира Алексиа и тя го убива. След като се завръща от убийството и се изкъпва, чува тропане по вратата и вижда отвън колата, върху която по-рано танцува. Алексиа влиза в колата гола и прави секс с нея.
Впоследствие става ясно, че Алексиа е сериен убиец, който е отнел живота на няколко мъже и жени през изминалия месец. Тя продължава с убийствата убивайки интимната си приятелка и всички останали нейни съквартиранти, както и собствените си родители. След като напуска дома си, Алексиа променя външния си вид на мъжки, умишлено счупва носа си и се представя пред полицията за изчезнало издирвано момче - Адриен. Бащата на момчето - възрастен пожарникар на име Венсан я припознава за собствения си син, отказва да бъде направен ДНК тест и я приема вкъщи. Алексиа разбира, че е бременна от автомобила и започва да прикрива корема си, както и женските си гърди.
В края на филма Алексиа се разкрива пред Венсан и ражда детето си, чийто гръбнак се оказва направен от титан.

## В ролите
- Агат Русел — Алексиа/Адриен
- Венсан Линдон — Венсан
- Геранс Марил — Жюстин
- Бертран Бонело — бащата на Алекс